# 王球
王球（393年—441年），字倩玉，琅邪臨沂（今山東臨沂）人。王球是東晉司徒王謐的兒子，在宋官至尚書僕射。

## 生平
王球年輕就與堂兄王惠齊名，儀容舉止皆獲稱美。王球初除著作佐郎，但他不拜官。不久，除琅邪王司馬德文的大司馬行參軍，後轉主簿，又轉時為豫章公世子的劉義符的中軍功曹。義熙十四年（418年），劉裕封宋公，以十郡建宋國，王球拜世子中舍人。永初元年（420年），劉裕篡晉，王球任太子中舍人，後改任宜都王友，又轉當其諮議參軍，但因病離職。
元嘉四年（425年），王球獲授義興太守，因其時堂兄王弘正擔任其上司揚州刺史，制度上五服內的親屬不能互相監督，故加王球宣威將軍號。而王球在郡都有寬容簡惠的美稱。後歷轉太子右衞率，又入朝當侍中，領冠軍將軍及本州大中正。後轉中書令，仍領侍中。
王球後轉任吏部尚書，而他個性簡傲高貴，向來都不和人交往出遊，宴席都恬淡寂靜，也沒甚麼外人來訪。時尚書僕射殷景仁及領軍將軍劉湛掌權，琅邪王氏雖與兩家通姻親，但王球亦沒有去攀結他們，只因喜好文辭義理而與顏延之親好。在吏部尚書任內都很少接見賓客，也從不看寄給他的求職書疏，但他考核有道，故得朝野稱許。王球多次以體弱多病為由請求解任，最終獲遷光祿大夫，加金章紫綬，領廬陵王師。
王球侄兒王履與劉湛深交，傾誠於當政的大將軍彭城王劉義康，也與劉湛黨眾等人謀推義康繼位。王球於是多次訓斥王履，但王履都不聽。王履原本要自大將軍從事中郎轉任太子中庶事，但他竟哭著向義康表示自己不願遠離義康，令他得以繼續任從事中郎，宋文帝知道後十分不滿。元嘉十七年（440年），宋文帝將要誅除劉湛等人，王履收到消息，就赤著腳跑去找王球。王球叫王履為他取鞋，又溫熱了酒遞給他，對他說：「平日和你說的話，沒錯了吧？」王履陷入恐懼根本答不了，王球就徐徐道：「阿父在這兒，你不用憂心。」接著命身邊人扶王履回去。宋文帝最終因著王球之故沒有處死王履，只將其廢錮於家。其年王球任太子詹事，不久尚書僕射殷景仁去世，王球又代其任尚書僕射，仍領廬陵王師。當時王球有腳疾，錄尚書江夏王劉義恭對曾向何尚之批評王球放恣不勠力為朝，想彈劾他。何尚之則稱王球有樸素的志節，而且多病，應該從隨他淡泊退讓，不能付公務重責。最終王球還是被貶至白衣領職。而當時群臣獲詔見大多都不獲立即見面，卑下疏遠者可達數十日，即使大臣都有十多日亦未獲見的個案，只是王球都會逕自去，都不肯等。
元嘉十八年十一月戊子（441年12月8日），王球去世，得年四十九歲。朝廷追贈特進、金紫光祿大夫，加散騎常侍。由於王球無子嗣，所以以堂侄孫王奐為嗣。

## 延伸阅读
[在维基数据编辑]
 《宋書·卷58》，出自沈约《宋书》